# MRPL22
MRPL22‏ (Mitochondrial ribosomal protein L22) هوَ بروتين يُشَفر بواسطة جين MRPL22 في الإنسان.